# Маскарпоне
Маскарпо́не (итал. mascarpone) — итальянский сливочный сыр. Происходит из региона Ломбардия. Считается, что впервые его стали делать в области между городками Лоди и Аббиатеграссо к юго-западу от Милана в конце XVI — начале XVII века. Часто используется в приготовлении чизкейков, тирамису и других десертов.
При производстве маскарпоне сливки жирностью 25 % подогревают на водяной бане до 75—90 °C и при перемешивании добавляют винную кислоту (традиционный способ), лимонный сок или белый винный уксус, чтобы начался процесс коагуляции (свёртывания) молочного белка. После непродолжительного нагрева для завершения коагуляции продукт охлаждают и подвергают, для удаления сыворотки, самопрессованию в полотняных мешках, подвешенных в прохладном месте. Поскольку для свёртывания маскарпоне не применяются молочнокислые культуры (закваски) и ферменты, название «сыр» может быть применено к нему с большой долей условности.
Маскарпоне содержит в сухом остатке около 75 % жира, имеет кремообразную консистенцию, поэтому идеально подходит для десертов. Наиболее известный десерт, приготавливаемый на основе маскарпоне, — тирамису. Также иногда сыр используется вместо масла для бутербродов.

## Применение
Маскарпоне молочно-белого цвета и лёгок в использовании. Он используется в различных блюдах Ломбардии и считается национальным в регионе. Это один из основных ингредиентов тирамису, и иногда используется вместо или вместе с маслом или сыром Пармезан, чтобы наполнить вкусом ризотто. Маскарпоне также входит в рецепт чизкейка.